# Ngôn ngữ tiêu chuẩn
Ngôn ngữ tiêu chuẩn (hay tiếng chuẩn, phương ngữ chuẩn, phương ngữ đã được chuẩn hóa) là một loại ngôn ngữ được sử dụng bởi một nhóm người trong các thảo luận nghiêm túc và chính thức chung của họ. Ngoài ra, ngôn ngữ còn trở thành tiêu chuẩn qua quá trình chuẩn hóa, trong đó nó được miêu tả trong ngữ pháp, từ điển, và được mã hóa trong các công trình tham khảo tương tự như vậy. Nói chung, ngôn ngữ trở thành tiêu chuẩn là vốn thổ ngữ địa phương được nói ở trung tâm thương mại và chính quyền, nơi nhu cầu loại ngôn ngữ được mở rộng vượt ra khỏi tầm địa phương.
Ngôn ngữ viết tiêu chuẩn đôi khi còn được gọi bằng thuật ngữ tiếng Đức là Schriftsprache.

## Các đặc điểm
Việc thống nhất quốc gia về văn hóa, chính trị, xã hội đòi hỏi giọng chuẩn hóa. Vì thế ngôn ngữ tiêu chuẩn được tạo ra theo luật bất thành văn. Nói chung, ngôn ngữ tiêu chuẩn thường được thành lập khi có:
- từ điển được công nhận (luật chính tả và từ vựng đã được chuẩn hóa)
- ngữ pháp được công nhận
- chuẩn phát âm
- viện ngôn ngữ quy định các chuẩn sử dụng ngôn ngữ, ví dụ: Viện Académie française của Pháp, Viện Hoàng gia Tây Ban Nha
- địa vị luật hiến pháp
- sử dụng công cộng có hiệu lực (tòa án, lập pháp, trường học)
- nền văn học